# Sogatella nigeriensis
Sogatella nigeriensis är en insektsart som först beskrevs av Frederick Arthur Godfrey Muir 1920.  Sogatella nigeriensis ingår i släktet Sogatella och familjen sporrstritar. Inga underarter finns listade i Catalogue of Life.